# Eugene Allen
Eugene Allen (Scottsville, 14 de julho de 1919 — Takoma Park, 31 de março de 2010) foi um garçom e mordomo americano que trabalhou para o governo dos EUA na Casa Branca por 34 anos até se aposentar como mordomo em 1986.
A vida de Allen foi a inspiração para o filme de 2013 The Butler.

## Vida
Allen nasceu no Condado de Buckingham, Virgínia e foi criado na Fazenda Shirland, perto de Scottsville.  Ele trabalhou como garçom por muitos anos, em "resorts e clubes de campo exclusivos para brancos", incluindo o resort The Homestead em Hot Springs, Virgínia, e um clube em Washington.
Ele começou na Casa Branca em 1952 como "despenseiro", um trabalho que envolvia tarefas básicas como lavar louça, estocar e limpar talheres. Ao longo dos anos, Allen subiu em sua posição, tornando-se o mordomo do presidente.
Allen foi particularmente afetado pelo assassinato do presidente Kennedy em 1963. De acordo com o filho: "Meu pai chegou em casa tarde no dia em que o presidente Kennedy foi baleado. Mas então ele se levantou e colocou o casaco de volta. Ele disse: 'Tenho que voltar ao trabalho'. Mas no corredor, ele encostou na parede e começou a chorar. Essa foi a primeira vez na minha vida que eu vi meu pai chorar. " Ele foi convidado para o funeral, mas optou por permanecer no trabalho para preparar a recepção, porque "Alguém tinha que estar na Casa Branca para servir a todos depois que eles vierem do funeral". Allen nunca perdeu um dia de trabalho em 34 anos.
Finalmente, Allen alcançou o posto de maior prestígio entre os mordomos da Casa Branca, o Maître d'hôtel, em 1981, durante a presidência de Ronald Reagan. Reagan convidou Allen e sua esposa Helene para um jantar de estado em homenagem a Helmut Kohl na Casa Branca. Allen foi o primeiro mordomo da Casa Branca a ser convidado a um jantar de Estado. Ele se aposentou em 1986.
Allen foi casado com sua esposa, Helene, por 65 anos. Eles se conheceram em uma festa de aniversário em Washington em 1942 e se casaram um ano depois em 1943. O casal teve um filho, Charles Allen. Ele e sua esposa pretendiam votar em Barack Obama em 2008, mas ela morreu no dia anterior às eleições, em 3 de novembro.
Allen morreu de insuficiência renal no Hospital Adventista de Washington em Takoma Park, Maryland, em 31 de março de 2010.

## Reputação pública
Allen chamou a atenção do público quando um artigo de 2008 sobre ele e sua esposa, do jornalista Wil Haygood, intitulado "Um Mordomo Bem Servido por Esta Eleição", foi publicado no The Washington Post logo após a eleição presidencial de 2008 . O artigo colocou a vida de Allen no contexto de mudanças nas relações raciais e nas personalidades dos presidentes que ele servira. Terminou com a história de como o casal pretendia votar em Obama juntos, mas Helene morreu pouco antes da eleição, 
 Eles conversaram sobre orar para ajudar Barack Obama a chegar à Casa Branca. Eles votariam juntos. Ela se apoiava na bengala com uma mão e nele com a outra, enquanto caminhava até a delegacia. E ela iria jantar depois. . . Na segunda-feira, Helene teve uma consulta médica. Gene acordou e a cutucou uma vez, depois novamente. Ele se arrastou para o lado dela da cama. Ele cutucou Helene novamente. Ele estava sozinho. "Acordei e minha esposa não", disse ele mais tarde. 
 A história teve um impacto imediato. A Columbia Pictures comprou os direitos do filme sobre a história de vida de Allen e ele foi convidado para a posse do novo presidente, onde comentou: "Esse é o homem. . . Estou lhe dizendo, é algo para ver. Vê-lo ali, valeu a pena."
Allen e outros trabalhadores que serviram presidentes foram mostrados em um documentário de 32 minutos, Trabalhadores na Casa Branca, dirigido por Marjorie Hunt e lançado em um DVD de 2009, Trabalhadores da Casa Branca: Tradições e Memórias pela Smithsonian Folkways Recordings.
A vida de Allen foi a inspiração para o filme de 2013 The Butler. O roteiro de Danny Strong foi inspirado no artigo de 2008 do Washington Post. O filme parte dos fatos da vida de Allen. O personagem central, "Cecil Gaines", é apenas vagamente baseado no verdadeiro Allen.